# António Marciano de Azevedo Júnior
António Marciano de Azevedo (Lisboa, c. 1815 — Génova, 1868) foi um jurista que se dedicou ao jornalismo e à escrita, terminando a sua carreira no serviço diplomático português como cônsul em Itália.

## Biografia
Nasceu em Lisboa, filho de António Marciano de Azevedo (também referido por António Marciano de Azevedo Hipólito), um importante político do Vintismo e depois presidente da Câmara dos Deputados.
António Marciano de Azevedo Júnior Júnior diplomou-se em Direito na Universidade de Coimbra, com um percurso académico algo conturbado por razões disciplinares. Fixou-se em Lisboa, onde foi jornalista, usando durante algum tempo o pseudónimo de visconde de Borratém (embora não fosse detentor de qualquer título nobiliárquico). Foi pioneiro no jornalismo humorístico e na publicação de caricaturas. Também se dedicou à escrita, tendo publicado algumas obras.
Foi colocado num posto de cônsul em Itália, onde manteve uma relação com a bailarina Emilia Bellini. Faleceu em Itália em 1868.